# مومبلو دی تورینو
مومبلو دی تورینو (به ایتالیایی: Mombello di Torino) یک کومونه در ایتالیا است که در استان تورین واقع شده‌است. مومبلو دی تورینو ۴٫۱ کیلومترمربع مساحت و ۴۱۱ نفر جمعیت دارد و ۳۳۶ متر بالاتر از سطح دریا واقع شده.